# Râul Valea lui Stinghie
Râul Valea lui Stinghie este un curs de apă, afluent al râului Valea Brusturetului. 